# Peter Ramage
Peter Iain Ramage (ur. 22 listopada 1983 w Ashington) – angielski piłkarz grający na pozycji obrońcy w Barnsley, do którego jest wypożyczony z Crystal Palace.
Ojciec Ramage'a, Iain jest zawodowym sędzią rugby.

## Kariera
Swoją karierę piłkarską Ramage rozpoczynał w zespole Cramlington Juniors. W 1996 roku dołączył do Newcastle United. Osiem lat później włączono go do pierwszego zespołu. Zadebiutował w nim 16 marca 2005 roku w meczu Pucharu UEFA z Olympiakosem Pireus. W Premier League pierwszy raz zagrał w przegranym 2:1 spotkaniu z Manchesterem United. Łącznie w sezonie 2004/2005 zagrał w czterech ligowych meczach. Rok później grał już o wiele częściej, wystąpił w 23 meczach. W sezonie 2007/2008 Ramage leczył kontuzję i  zagrał w trzech meczach. 15 maja 2008 roku podpisał kontrakt z Queens Park Rangers.
W nowym zespole zadebiutował 9 sierpnia w spotkaniu Championship z Barnsley. Szybko stał się podstawowym zawodnikiem londyńskiego klubu i w sezonie 2008/2009 zagrał w 31 meczach ligowych. 8 sierpnia 2009 roku w meczu z Blackpool (1:1) Ramage strzelił swoją pierwszą bramkę dla Queens Park Rangers.

## Statystyki kariery
| Sezon   | Klub                   | Kraj   | Rozgrywki      | Mecze | Bramki |
| ------- | ---------------------- | ------ | -------------- | ----- | ------ |
| 2004/05 | Newcastle United       | Anglia | Premier League | 4     | 0      |
| 2005/06 | Newcastle United       | Anglia | Premier League | 23    | 0      |
| 2006/07 | Newcastle United       | Anglia | Premier League | 21    | 0      |
| 2007/08 | Newcastle United       | Anglia | Premier League | 3     | 0      |
| 2008/09 | Queens Park Rangers    | Anglia | Championship   | 31    | 0      |
| 2009/10 | Queens Park Rangers    | Anglia | Championship   | 33    | 2      |
| 2010/11 | Queens Park Rangers    | Anglia | Championship   | 4     | 0      |
| 2011/12 | Queens Park Rangers    | Anglia | Premier League | 0     | 0      |
| 2011/12 | Crystal Palace (wyp.)  | Anglia | Championship   | 17    | 0      |
| 2011/12 | Birmingham City (wyp.) | Anglia | Championship   | 14    | 0      |
| 2012/13 | Crystal Palace         | Anglia | Championship   | 40    | 4      |
| 2013/14 | Barnsley (wyp.)        | Anglia | Championship   | 24    | 0      |
| 2014/15 | Barnsley (wyp.)        | Anglia | League One     | 12    | 2      |